# Benjamin West
Benjamin West, RA (Springfield, 10 ottobre 1738 – Londra, 11 marzo 1820), è stato un pittore statunitense.
Originario della Pennsylvania, si formò in patria come ritrattista: si trasferì poi in Italia, dove si specializzò nella realizzazione di dipinti a soggetto storico. Nel 1763 si stabilì in Gran Bretagna, dove ottenne un grande successo e numerosi incarichi ufficiali: nel 1772 succedette a Joshua Reynolds come presidente della Royal Academy of Arts.
Notevole fu anche la sua influenza nello sviluppo della pittura negli Stati Uniti: presso il suo studio di Londra si formarono, infatti, numerosi artisti americani, per esempio Gilbert Stuart.

## Biografia

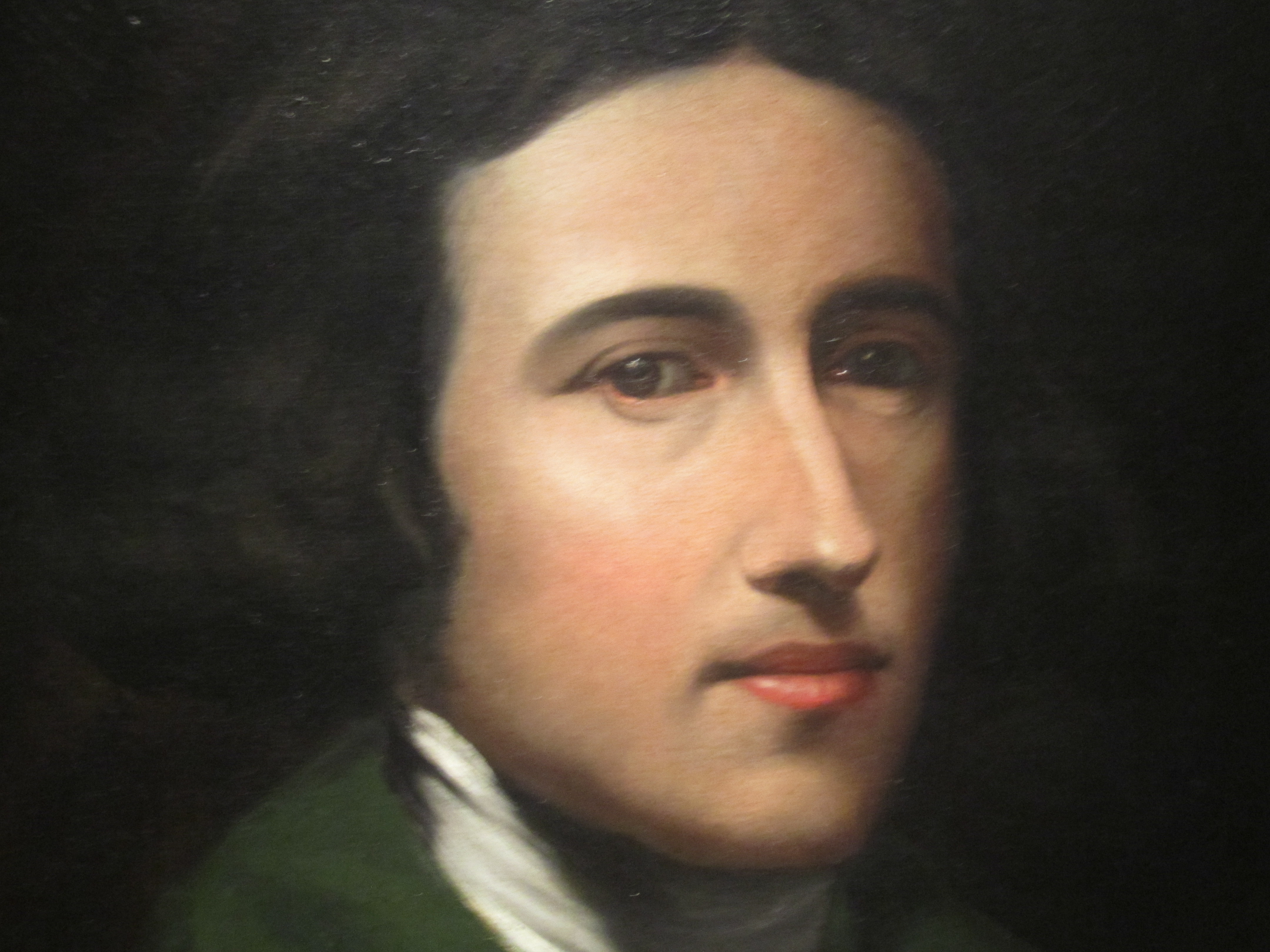
Autoritratto, National Portrait Gallery

### Giovinezza
Benjamin West nacque il 10 ottobre 1738 a Springfield, in Pennsylvania (ma allora l'America era ancora una colonia del Regno Unito) da John West (1690–1776) e Sarah West (1697–1756). La famiglia, che comprendeva altri nove fratelli, ben presto si spostò a Newton Square, dove John aveva una locanda; fu qui che il giovane Benjamin rivelò le proprie attitudini artistiche, grazie ad un gruppo di nativi americani che gli mostrarono il procedimento per ottenere la pittura miscelando polvere di carbone e gesso con il succo delle bacche. In seguito a questa lezione stimolante egli divenne un autodidatta entusiasta, imparando i rudimenti dell'arte con pochissima educazione formale.
Dal 1746 al 1759 West fu attivo in Pennsylvania, principalmente come ritrattista. Quando egli si spostò a Lancaster nel 1756, il suo protettore, l'armaiolo William Henry, lo persuase ad eseguire una Morte di Socrate basandosi su un'incisione di Charles Rollin. L'opera, che riscosse un vivo successo (tanto da esser definita «il dipinto più interessante prodotto nell'America coloniale») fu notato da William Smith, provost del college di Philadelphia; quest'ultimo offrì al pittore sia i primi insegnamenti artistici, ma soprattutto la possibilità di venire a contatto con le più eminenti personalità del Pennsylvania. Fu proprio in questo periodo, infatti, che West venne a contatto con John Wollaston, con il quale completò la propria - seppur minima - educazione pittorica.

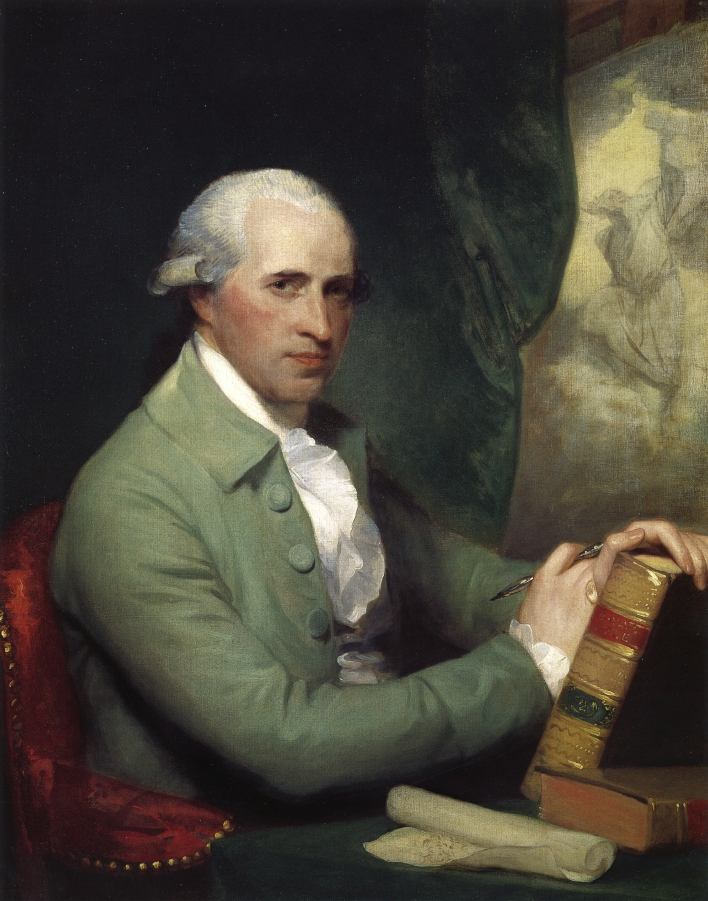
Benjamin West ritratto dall'allievo Gilbert Stuart, 1783-84

### In Italia e in Inghilterra
Intanto, a Philadelphia conobbe Thomas Godfrey e Francis Hopkinson (il celebre disegnatore della bandiera americana) e si stabilì a New York, dove fu specialmente attivo come ritrattista; da qui nel 1760 salpò per l'Italia, sbarcando a Livorno. Soggiornò a Roma, dove trovò un protettore inglese che lo presentò ad Alessandro Albani; fu il sodalizio che trattenne con questo cardinale ad aprirgli le porte delle gallerie del Vaticano. Presso il pubblico dell'Urbe, assai interessato alle ingenuità e alle opere d'arte di questo giovane americano apprendista pittore, Benjamin riscosse un caloroso successo: si diffuse addirittura la diceria che, davanti all'Apollo del Belvedere, egli avesse esclamato: «Come somiglia a un guerriero Mohawk!». L'eco del talento del «Raffaello americano» (come divenne noto) giunse anche al Ducato di Parma e Piacenza e ad Angelika Kauffmann, che rimase folgorata dal suo fascino: il cuore di West, tuttavia, era rivolto a Elizabeth Shewell, una giovane fanciulla di Filadelfia che da lì a poco lo raggiunse a Londra, dove il pittore s'era spostato nell'agosto del 1763. Il matrimonio con Elizabeth, che si rivelerà molto felice e sarà coronato dalla nascita di due figli, fu celebrato nel 1765 nella chiesa di San Martino nei Campi.
Stabilitosi a Bath prima e a Londra poi, West in poco tempo arrivò a conquistare il gusto del pubblico inglese, soprattutto grazie all'esecuzione di un riuscitissimo dipinto di Agrippina che sbarca a Brindisi con le ceneri di Germanico. West qui entrò in contatto con Richard Wilson, Joshua Reynolds e Samuel Johnson, divenendo anche il confidente del Re Giorgio III: la Corona inglese spesso chiamò a sé West, sia per commissionargli quadri, che per questioni più frivole (la Regina arrivò a contattarlo addirittura per consultarsi in materia di abiti e gioielli). Nel 1792, alla morte del Reynolds, a West venne affidata anche la presidenza della Royal Academy, che lo rese una delle personalità artistiche più influenti in Gran Bretagna. Furono numerosi gli allievi che udirono le sue lezioni: tra i più significativi, si possono ricordare Ralph Earl, Samuel Morse, Robert Fulton, Charles Willson Peale, Rembrandt Peale, Matthew Pratt, Gilbert Stuart, John Trumbull, Washington Allston, Thomas Sully, John Green, Abraham Delanoy, e Thomas Phillips.

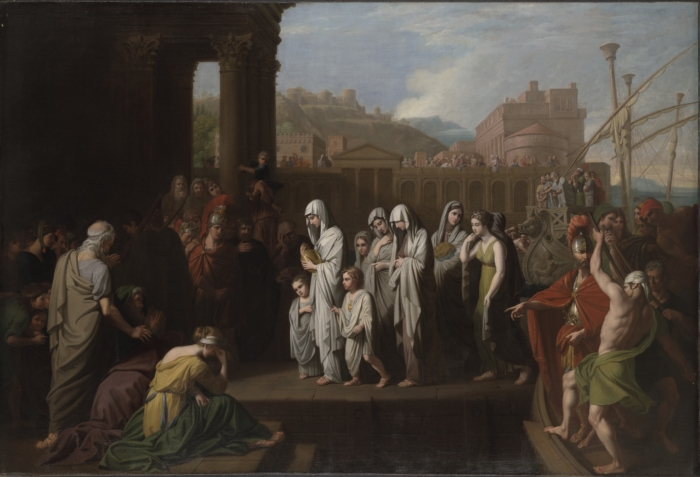
Benjamin West, Agrippina che sbarca a Brindisi con le ceneri di Germanico (1768)

Benjamin West, infine, morì nella sua dimora a Newman Street, Londra, l'11 marzo 1820; sinceramente pianto dai suoi contemporanei, fu sepolto con tutti gli onori alla cattedrale di San Paolo.

## Produzione pittorica
West fu un pittore assai prolifico: le sue opere più significative sono Il generale Johnson che salva un ufficiale francese ferito (1764-1768), Agrippina che sbarca a Brindisi con le ceneri di Germanico (1768), La morte del generale Wolfe (1771) e Il trattato di William Penn con gl'Indiani (1772). Malgrado West raggiunse la gloria proprio eseguendo opere di soggetto storico, la sua copiosissima produzione pittorica si sostanzia principalmente di composizioni esplicitamente desunte dall'antichità classica e dalla Bibbia.
Benjamin West è bene rappresentato nello Smithsonian American Art Museum e in molte gallerie provinciali, nella Tate Gallery di Londra, nel Museum of Fine Arts di Boston, e nel Metropolitan Museum of Art di New York. A Filadelfia è conservato il quadro Benjamin Franklin attira l'elettricità del fulmine, degli inizi del XIX secolo.